# Vahbbiz Dorabjee
Vahbiz Dorabjee Dsena (sinh 28 tháng 11 năm 1985) là một người mẫu kiêm diễn viên Ấn Độ.  Cô được khán giả Việt biết đến với vai diễn Alak trong bộ phim Saraswatichandra.